# Chelmsford (Massachusetts)
Chelmsford és una població dels Estats Units a l'estat de Massachusetts. Segons el cens del 2007 tenia 34.128 habitants.

## Demografia
Segons el cens del 2000, Chelmsford tenia 33.858 habitants, 12.812 habitatges, i 9.301 famílies. La densitat de població era de 577,2 habitants per km².
Dels 12.812 habitatges en un 34,4% hi vivien nens de menys de 18 anys, en un 61% hi vivien parelles casades, en un 9% dones solteres, i en un 27,4% no eren unitats familiars. En el 23,1% dels habitatges hi vivien persones soles el 9,6% de les quals corresponia a persones de 65 anys o més que vivien soles. El nombre mitjà de persones vivint en cada habitatge era de 2,61 i el nombre mitjà de persones que vivien en cada família era de 3,11.
Per edats la població es repartia de la següent manera: un 25% tenia menys de 18 anys, un 5,2% entre 18 i 24, un 30,9% entre 25 i 44, un 25,9% de 45 a 60 i un 13% 65 anys o més.
L'edat mediana era de 39 anys. Per cada 100 dones de 18 o més anys hi havia 89,9 homes.
La renda mediana per habitatge era de 70.207 $ i la renda mediana per família de 82.676$. Els homes tenien una renda mediana de 56.493 $ mentre que les dones 38.927$. La renda per capita de la població era de 30.465$. Entorn del 2% de les famílies i el 2,8% de la població estaven per davall del llindar de pobresa.